# Dragmacidon
Dragmacidon is een geslacht binnen de familie der Axinellidae (Kelksponzen). De wetenschappelijke naam werd voor het eerst gepubliceerd door Edward Francis Hallmann in 1917 in zijn revisie van de familie Axinellidae. Hallmann beschouwde de soorten die tot het geslacht Thrinacophora werden gerekend als behorende tot vier geslachten, namelijk Thrinacophora sensu stricto en de drie nieuwe geslachten Dragmacidon, Axidragma en Dragmaxia (de naam Axidragma wordt niet meer erkend maar beschouwd als synoniem van Axinella).
Als typesoort gaf hij Thrinacophora agariciformis Dendy op.
Uit sponzen van dit geslacht en van Spongosorites is een groep van natuurlijke alkaloïden geïsoleerd, genaamd de dragmacidines. Een daarvan, dragmacidine D, blijkt een mogelijk uitgangsproduct voor de behandeling van de ziekten van Parkinson en Alzheimer.

## Soorten[4]
- Dragmacidon agariciforme (Dendy, 1905)
- Dragmacidon australe (Bergquist, 1970)
- Dragmacidon clathriforme (Lendenfeld, 1888)
- Dragmacidon coccineum (Keller, 1891)
- Dragmacidon condylia (Hooper & Lévi, 1993)
- Dragmacidon debitusae (Hooper & Lévi, 1993)
- Dragmacidon decipiens (Wiedenmayer, 1989)
- Dragmacidon durissimum (Dendy, 1905)
- Dragmacidon egregium (Ridley, 1881)
- Dragmacidon explicatum (Wiedenmayer, 1977)
- Dragmacidon fibrosum (Ridley & Dendy, 1886)
- Dragmacidon grayi (Wells, Wells & Gray., 1960)
- Dragmacidon incrustans (Whitelegge, 1897)
- Dragmacidon kishinense Austin, Ott, Reiswig, Romagosa & McDaniel, 2013
- Dragmacidon lunaecharta (Ridley & Dendy, 1886)
- Dragmacidon mexicanum (de Laubenfels, 1935)
- Dragmacidon mutans (Sarà, 1978)
- Dragmacidon ophisclera de Laubenfels, 1935
- Dragmacidon oxeon (Dickinson, 1945)
- Dragmacidon reticulatum (Ridley & Dendy, 1886)
- Dragmacidon sanguineum (Burton, 1933)
- Dragmacidon tuberosum (Topsent, 1928)
- Dragmacidon tumidum (Dendy, 1897)